# 熊本県立大矢野高等学校
熊本県立大矢野高等学校（くまもとけんりつ おおやのこうとうがっこう, Kumamoto Prefectural Oyano High School）は、熊本県上天草市大矢野町に所在した公立の高等学校。
2010年（平成22年）4月に熊本県立天草東高等学校、熊本県立松島商業高等学校と統合の上、熊本県立上天草高等学校が開校したため、2012年（平成24年）3月31日に閉校した。なお、新設の上天草高等学校は大矢野高等学校と校舎を共有していた。

## 設置学科
- 普通科

## 所在地
- 〒869-3603 熊本県上天草市大矢野町中5424

## 概要
歴史
1951年（昭和26年）に開校した「熊本県立天草農業高等学校（後の熊本県立苓明高等学校）大矢野分校」を前身とする。1970年（昭和50年）に天草農業高校から分離・独立し、現校名となった。2011年（平成23年）に創立60周年（独立41周年）を迎えた。
学区
県南学区（八代市、水俣市、人吉市、天草市、上天草市、葦北郡、球磨郡、八代郡、天草郡）
校訓
「誠実・礼節・勤労」
校章・校旗
校歌

## 沿革
- 1951年（昭和26年）- 「熊本県立天草農業高等学校 大矢野分校」が開校。
- 1962年（昭和37年）- 女子生徒対象の生活科を設置。
- 1965年（昭和40年）- 現在地へ移転。
- 1969年（昭和44年）- 普通科を設置。
- 1970年（昭和45年）- 天草農業高等学校から分離し、「熊本県立大矢野高等学校」として独立。生活科を廃止。
- 1973年（昭和48年）- 農業科から普通科に変更。
- 2010年（平成22年） - 熊本県立天草東高等学校、熊本県立松島商業高等学校と統合し、熊本県立上天草高等学校が開校。これにより次年度の新入生募集を停止。
- 2012年（平成24年）3月31日 - 閉校。

## 学校行事
1学期
- 4月 - 入学式、対面式、新入生宿泊研修、天草地区体育大会
- 5月 - 家庭訪問、熊本県高校総体・総合文化祭、中間考査
- 6月 - 進路講演会、健康教育講演会、生徒会立会演説会、生徒総会、企業訪問
- 7月 - 期末考査、交通講話、クラスマッチ、終業式、海の日ボランティア
- 8月 - 天草地区生徒会リーダー研修、三者面談、平和教育

2学期
- 9月 - 始業式、面接指導、インターンシップ、課題考査、交通安全講習会、就職試験開始
- 10月 - 中間考査、面接指導、秋暉祭（文化祭）、自動車学校入校説明会
- 11月 - 大矢野高校教育の日、自動車学校入校解禁
- 12月 - 期末考査、校内長距離走大会、終業式

3学期
- 1月 - 始業式、3年学年末考査、修学旅行、2年マナー講座
- 2月 - 1・2年学年末考査、生徒会リーダー研修、
- 3月 - 卒業式、パールラインマラソン、ボランティア、高校入試、進路ガイダンス、クラスマッチ、終業式

## 部活動
運動部
- フェンシング部
- 野球部
- バレーボール部
- 陸上競技部
- バスケットボール部
- バドミントン部
- サッカー部
- ソフトテニス部（男）
- ハンドボール部
- サッカー同好会（女）

文化部
- ワープロ部
- 放送部
- 書道部
- 美術部
- JRC
- 太鼓保存同好会
- 華道部
- 茶道部

## 交通アクセス
最寄りのバス停
- 九州産交バス 「大矢野高校前」バス停

最寄りの道路
- 熊本県道107号満越城本線

## 周辺
- 上天草市立中北小学校